# Arceuthobium cyanocarpum
Arceuthobium cyanocarpum es una especie de planta parásita perteneciente a la familia de las santaláceas. Es nativa del oeste de Norteamérica en los bosques de pinos, en Pinus albicaulis, Pinus flexilis, raramente P. balfouriana subsp. b. y Pinus monticola en la Cadena costera del Pacífico, centro y sur de Sierra Nevada y en las montañas de San Bernardino. 

## Descripción
Es un arbusto perennifolio, glabro, dioica, con tallos de 3-4 cm, 1-2 mm de ancho en la base, de color verde amarillo. Las inflorescencias en picos con muchas flores, abiertas o ± interrumpidas en un corto pedúnculo. Es dioica, con plantas masculinas y femeninas que producen flores, respectivamente. El fruto es una baya pegajosa de unos pocos milímetros de largo, que explota para dispersar las semillas que contiene a varios metros de distancia de la planta madre y su árbol anfitrión.

## Taxonomía
Arceuthobium cyanocarpum fue descrita por Avel Nelson y reclasificada por  LeRoy Abrams y publicado en New Manual of Botany of the Central Rocky Mountains 146, en el año 1909.
Sinonimia
- Arceuthobium campylopodum f. cyanocarpum (A.Nelson) L.S.Gill
- Razoumofskya cyanocarpa A. Nelson ex Rydb.[2]